# Haining
Pour les articles homonymes, voir Haining (homonymie).
Haining (海宁 ; pinyin : Hǎiníng) est une ville de la province du Zhejiang en Chine. C'est une ville-district placée sous la juridiction administrative de la ville-préfecture de Jiaxing.

## Démographie
La population du district était de 638 953 habitants en 1999.

## Personnalités
- Zha Shenxing (1650-1727), poète, y est né.
- Chen Xuezhao (1906-1991), autrice et journaliste, y est née.
- Jin Yong (1924-2018), écrivain, spécialiste du roman d'aventure.
- Bao Tong (1932-2022), personnalité politique chinois, y est né.